# Changing of the Guards
Pistes de Street-Legal
Baby, Stop Crying Gotta Serve Somebody
«Changing of the Guards » est une chanson écrite par Bob Dylan, sortie en 1978 en tant que single et premier titre de son album Street-Legal. En tant que single, il n'a pas réussi à atteindre le Billboard Top 100. Cependant, la chanson a été incluse dans des albums de compilation : Bob Dylan's Greatest Hits Volume 3, sorti en 1994, et l'édition Deluxe de Dylan sortie en 2007.
Une version légèrement plus longue de Changing of the Guards, comprenant une fin prolongée, a été incluse dans les éditions remixées/remasterisées de Street-Legal parues en 1999 et 2003.

## Explication
Changing of the Guards parle, grâce à différentes sortes d'allusions, de ce qui se passe dans le monde, des évolutions des mœurs et de la société ainsi que du comportement des gens dans leur vie. Ces changements peuvent être perçus comme inquiétants, mais permettent aussi une meilleure compréhension de sa propre identité. La chanson explique également que nous devons résister à la tentation de suivre de fausses idoles et assumer nos responsabilités dans nos choix en traversant les différentes étapes de la vie.

## Accueil et critique
La chanson a suscité de nombreuses critiques, tant positives que négatives. Selon Oliver Trager, auteur de Keys to the Rain : The Definitive Bob Dylan Encyclopedia, « Changing of the Guards » a été critiquée comme une « chanson dans laquelle Dylan parodie sans succès et de manière cynique son hymne à lui-même ».
Cash Box a déclaré que « la  pulsation, le rythme roulant et les voix d'arrière-plan qui soutiennent la voix de Dylan font de ce morceau l'un des plus forts » de Street Legal. Record World a déclaré qu'elle n'avait qu'une « touche du son habituel de Dylan », que « le rythme est résolument rock » et qu'elle comporte « de grandes voix de fond » .
Le spécialiste de Dylan Michael Gray a fait comme commentaire pour Changing of the Guards qu'il s'agit d'une description complète du parcours personnel de Dylan, depuis le début de sa carrière musicale, environ seize ans auparavant (la première ligne est Sixteen years), en passant par son mariage et son divorce avec Sara Dylan, jusqu'à sa conversion au christianisme, qui a été annoncée peu après la sortie de la chanson. Mais Gray a également accusé certains passages d'être « opaques ».
Le critique Paul Williams a fait l'éloge de la musique (« Le rythme et la mélodie sont originaux et puissants ; et l'utilisation par Dylan des choristes pour faire écho à ses paroles à des moments stratégiques de chaque couplet est un dispositif merveilleux, efficace et obsédant ») que les paroles ( « la structure narrative de la chanson, mêlant intrigue politique et romantique, riche imagerie et cadre fascinant, le chanteur glissant habilement entre la première et la troisième personne, semble plus qu'adéquate pour tenir la promesse »).
Dylan a reconnu l'ambiguïté des paroles lors d'une interview en 1978 : « Cela signifie quelque chose de différent chaque fois que je le chante. « Changing of the Guards a mille ans ».
U.S. Girls Meghan Remy l'a citée comme sa chanson préférée de Dylan, précisément à cause des « erreurs » : « C'est comme si les choristes n'avaient jamais entendu la chanson auparavant. Ils ne sont pas à l'heure, la deuxième voix est toujours en retard, mais c'est ce qui fait le charme et l'esprit de l'enregistrement. Les paroles sont comme un fantasme - on pourrait penser qu'elles sont impossibles à chanter, mais il parvient à couper les syllabes pour qu'elles s'intègrent. C'est un talent insensé, et pendant ce temps, les accroches ne cessent d'arriver ».
En 2021, un article du Guardian l'a incluse dans une liste de « 80 chansons de Bob Dylan que tout le monde devrait connaître ».

## Dans la culture populaire
Le groupe de hip-hop Public Enemy a fait référence au titre de la chanson dans leur hommage à Dylan de 2007 Long and Whining Road : « Depuis les cassettes de base, au-delà des dollars et des centimes dépensés maintenant pour Changing of the gards, où sont passées les majors ? » 

## Historique des performances en direct
Dylan a interprété Changing of the Guards 68 fois en concert. Toutes les représentations ont eu lieu en 1978.

## Reprises
Changing of the Guards a été interprété par:
- Frank Black: All My Ghosts (1998)
- Juice Leskinen: "Vahdinvaihto" single (1999)
- Chris Whitley & Jeff Lang:  Dislocation Blues (2006)
- Patti Smith: Twelve (2007)
- The Gaslight Anthem: |Chimes of Freedom: The Songs of Bob Dylan (2011)